# City-Galerie Aschaffenburg
Die City-Galerie in Aschaffenburg ist ein 1974 eröffnetes Einkaufszentrum. Es grenzt direkt an den Park Schöntal sowie an die innerstädtische Fußgängerzone und liegt etwa 600 m vom Hauptbahnhof Aschaffenburg entfernt.

## Geschichte und Beschreibung
Am 10. August 1967 wurde die 1850 von Franz Johann Dessauer gegründete Buntpapierfabrik in der Goldbacher Straße geschlossen. Auf diesem Gelände entstand ab 1972 das Einkaufszentrum City-Galerie.
Die City-Galerie wurde von einer Grundvermögens- und Verwaltungsgesellschaft mbH aus Hamburg mit 40 Geschäften auf einer Nutzfläche von 44.000 m² am 7. März 1974 nach einer Bauzeit von 16 Monaten eröffnet. Die Geschäfte befinden sich auf zwei Einkaufsebenen. Dem Einkaufszentrum angeschlossen ist ein Parkhaus.
Die City-Galerie wurde in den Folgejahren mehrfach umgebaut, modernisiert und erweitert. 1984/85 erhielt sie neben weiteren Modernisierungsmaßnahmen Kuppelkonstruktionen aus Klarglas, die die heutigen Lichthöfe bilden.

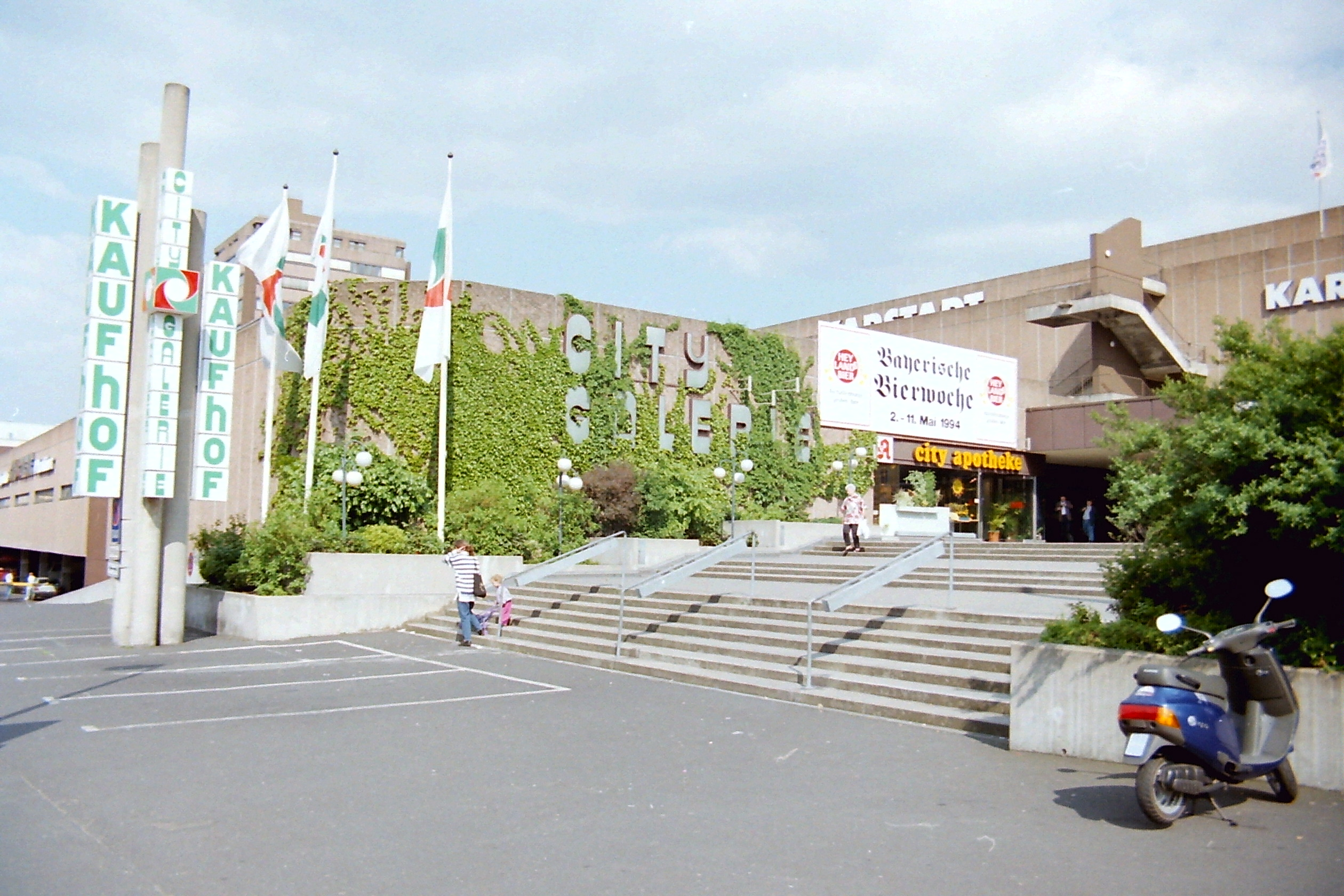
City Galerie Aschaffenburg, Ausgang zur Goldbacher Straße, im Jahr 1994

In den Jahren 1998/99 erfolgten nochmals umfangreiche Erweiterungs- und Modernisierungsmaßnahmen. Nach dem Abriss des alten Parkhauses zogen 28 Geschäfte in den neu geschaffenen Einzelhandelsflächen ein. Es entstand ein neues Parkhaus mit 11 Ebenen.

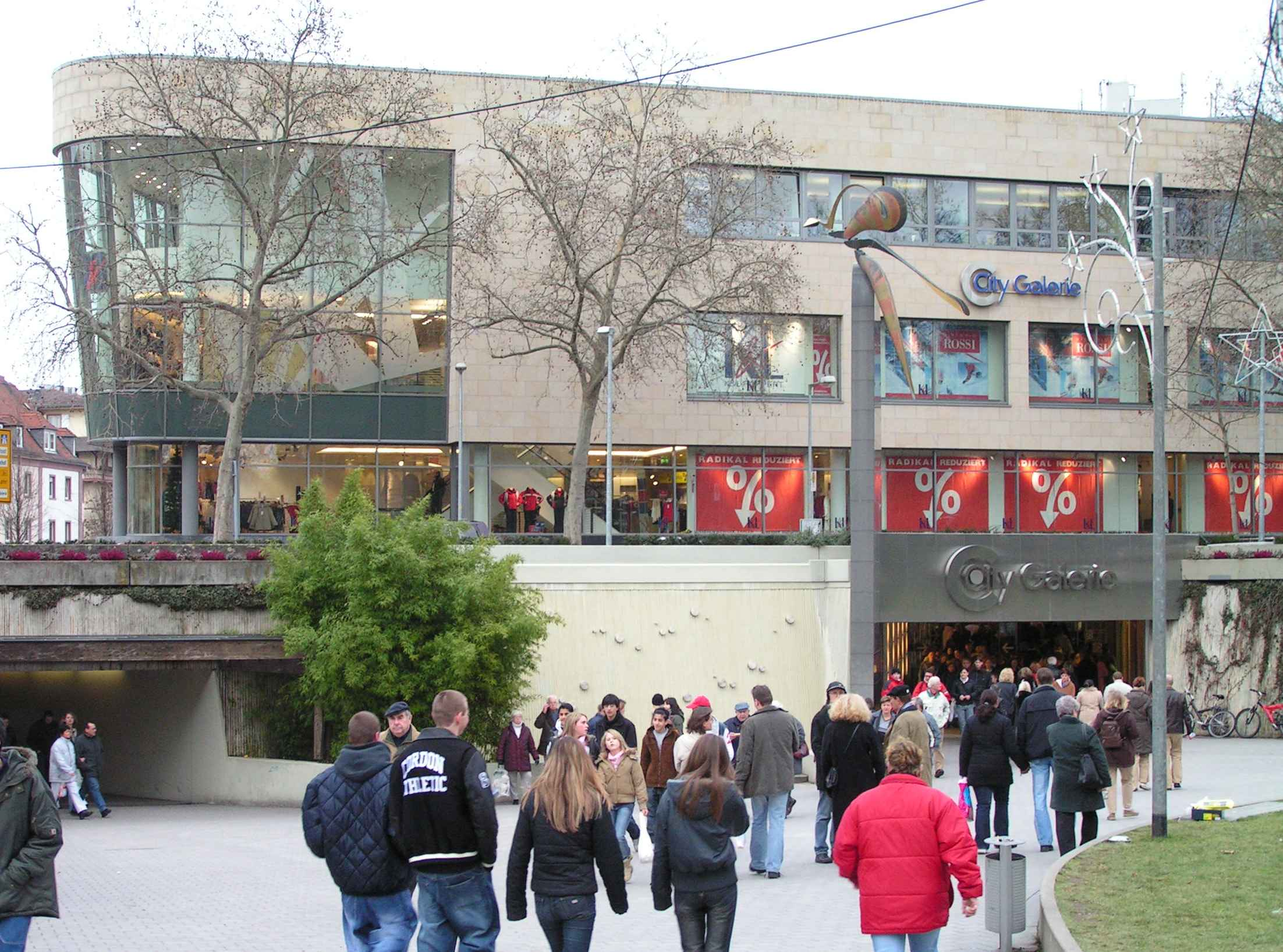
City Galerie Aschaffenburg, Ausgang zum Schöntal, 2004

In den Jahren 2008/09 fanden weitere Umbauten statt. In den Eingangsbereichen entstand ein Bereich mit Gastronomieanbietern. Die gewerbliche Nutzfläche beträgt seit diesem Umbau 57.000 m², davon 46.600 m² Handelsfläche auf zwei Ebenen.

## Eigentümer und Verwaltung

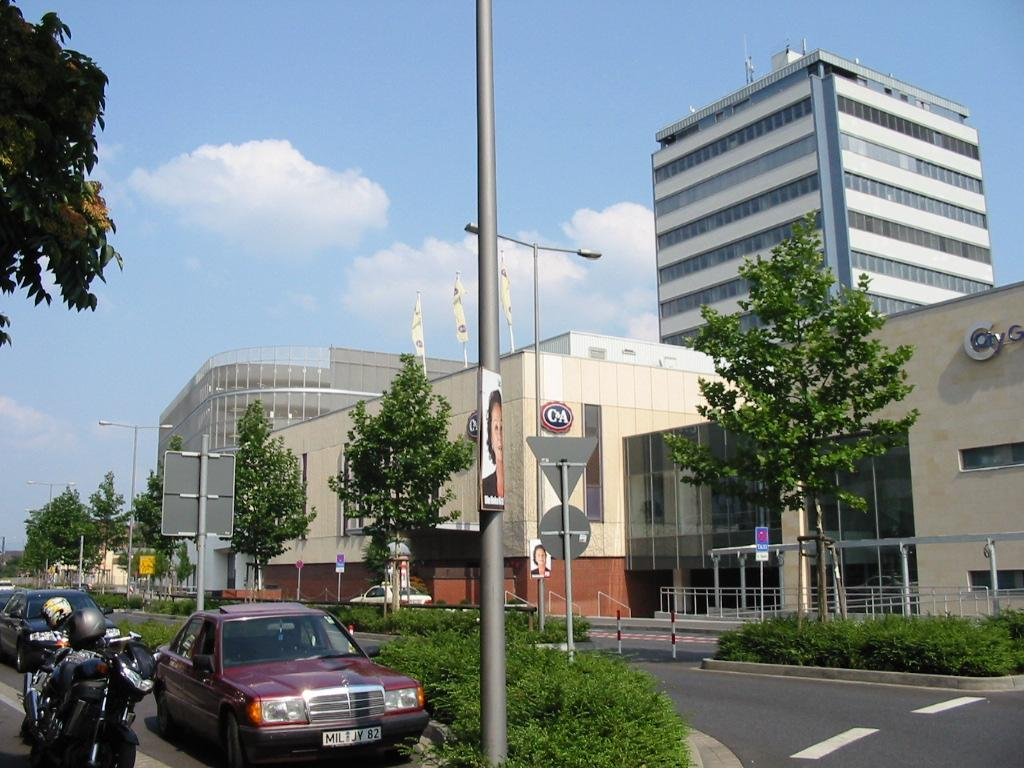
City Galerie von der Elisenstraße aus gesehen, links das Parkhaus

Zum 1. Januar 2006 verkaufte die Rheinisch-Westfälische Immobilien-Anlagegesellschaft (RWI) die City-Galerie für 140 Millionen Euro an die Commerzbank Grundbesitz-Spezialfondsgesellschaft (CGS) mit Sitz in Wiesbaden.
2013 verkaufte die Immobilientochter der Commerzbank, die Commerz Real, ihre Spezialfondsgesellschaft mbH an die Internos Global Investors Ltd. Nach der Übernahme von Internos durch die Principal Global Investors (PGI) im Jahr 2018 erfolgte eine Umbenennung in Principal Real Estate Europe, gehört seitdem zu Principal Real Estate Investors, einem Unternehmen von PGI.
Für die Verwaltung der City-Galerie ist seit Januar 2018 die DI Management GmbH zuständig.